# Prévias.zip
Prévias.zip (estilizado como prévias.zip) é o primeiro extended play do rapper Teto, lançado em 1 de Abril de 2021 pela gravadora 30PRAUM com a distribuição pela Sony Music Brasil.

## Antecedentes
Após Teto ficar famoso com as prévias de suas músicas, que já somavam milhões de visualizações em vários vídeos no Youtube, acaba recebendo uma proposta de contratação da gravadora 30PRAUM. Embora estivesse na Hash Produções, ele decidiu sair e assinar com a 30PRAUM, pois estava insatisfeito na Hash. A negociação chegou a causar muita polêmica na época e até hoje acaba as vezes voltando a ser assunto.
O primeiro lançamento do artista foi o single M4, lançado em 19 de Janeiro de 2021. A música ultrapassou a marca de 12 milhões de streams em poucos dias de lançamento e alcançou o "Top 15 músicas do Spotify mais ouvida no Brasil". O single também foi indicado no Prêmio Rap Forte 2020/2021 nas categorias Melhor Feat e Hit do Ano.

## Visão Geral
O extended play conta com as músicas “Dia Azul”, “Manha”, “Fashion”, além de “Paypal”, música que virou febre com os desafios do aplicativo TikTok.
Todas as músicas contam com algumas mudanças na estrutura musical em comparação com as prévias que foram vazadas anteriormente. No canal oficial da 30PRAUM, as faixas estão acompanhadas com visualizers.
O EP contou com a produção musical de MXTH Beats, Fernospazzin, Gibbo, OUHBOY, além do próprio Teto.

## Recepção
As músicas do EP já somam milhões de acessos em todas as plataformas digitais. No Youtube, as faixas “PayPal“, “Dia Azul” e “Manha”, respectivamente, ficaram nas posições mais altas da sessão "Em Alta", perdendo apenas a primeira posição para o grupo coreano BTS.
O EP estreou na posição 1° nas paradas musicais da Apple Music Brasil e iTunes Egito, com todas as músicas também entrando nas paradas musicais do Brasil. A faixa Paypal foi a que teve melhor desempenho, ficando na posição 8° da Apple Music Brasil, 92° da iTunes Brasil e 79° do Spotify Brasil.

## Paradas Musicais
| Paradas (2021)     | Maior posição |
| ------------------ | ------------- |
| Apple Music Brasil | 1°            |
| Apple Music Angola | 165°          |
| iTunes Egito       | 1°            |

## Faixas
Todas as faixas escritas e compostas por Teto. 
| N.º            | Título         | Duração |  |
| 1.             | "Paypal"       | 2:46    |  |
| 2.             | "Dia Azul"     | 2:18    |  |
| 3.             | "Fashion"      | 2:25    |  |
| 4.             | "Manha"        | 2:57    |  |
| Duração total: | Duração total: | 9:46    |  |